# Omlenice (stacja kolejowa)
Omlenice – stacja kolejowa w miejscowości Omlenice, w kraju południowoczeskim, w Czechach. Znajduje się na wysokości 645 m n.p.m.. Położona jest we wschodniej części miejscowości.
Na stacji nie ma możliwości zakupu biletów, a obsługa podróżnych odbywa się w pociągu.

## Linie kolejowe
- 196 České Budějovice - Summerau